# George Clift King
George Clift King (23 de abril de 1848 - 18 de julio de 1935) fue el segundo alcalde de la ciudad de Calgary, Alberta.
King nació en Chelmsford, Inglaterra, en 1848. A la edad de 26 años, salió de Inglaterra a Canadá, llegando a Toronto, Ontario en 1874. Se incorporó a la Policía Montada del Noroeste (NWMP) y fue parte del primer contingente enviado al oeste para establecer Fort Calgary en 1875. King es a menudo llamado el Primer Ciudadano de Calgary, ya que fue el primer oficial NWMP en cruzar el río Bow y poner un pie en la que sería la ciudad. Este título también se le da a veces a Sam Livingston, otro de los pioneros que llegaron a Calgary en 1874; el primer colono europeo de Calgary fue John Glenn, que se asentó en la cala de los pescados en 1873.
King dejó la NWMP en 1877 para gestionar la primera tienda en Calgary, IG Baker. En noviembre de 1879 se casó con Louise Munro, hija de un comerciante de pieles. Fueron los primeros en casarse en Calgary. Juntos tuvieron cuatro hijos. En 1882, King empezó su propia tienda, que también albergaba la oficina de correos local. Fue nombrado jefe de correos en 1885 y ocupó este cargo durante 36 años.
Fue el alcalde de la ciudad de Calgary del 4 de noviembre de 1886 al 16 de enero de 1888. También pasó cuatro años como concejal. Después de su retiro como jefe de correos en 1921 abrió un contador de tabaco y productos de confitería en la botica de MacLean en la Octava Avenida. King tuvo este negocio hasta su muerte en 1935. King fue incluido en la Orden del Imperio Británico el 1 de enero de 1934, por el rey Jorge V.
Fue enterrado en el cementerio de la Unión de Calgary. El 22 de junio de 2000, como parte de las celebraciones por los de 125 años de Calgary, se colocó un monumento en la tumba de King y la tumba de James Colvin.